# Verkiezingen in Peru
De verkiezingen in Peru bestaan uit parlements- en presidentsverkiezingen. Het mandaat van zowel de president van Peru als het Peruviaanse congres bestaat uit vijf jaar. Het Peruviaanse congres bestaat sinds de grondwet van 1993 uit een enkelvoudige kamer en telt 130 leden; voor 2011 waren dat er 120.
Peru kent een meerpartijendemocratie, hoewel het tot in de recente geschiedenis ook dictaturen heeft gekend, waaronder in de jaren negentig van Alberto Fujimori. Hierdoor zijn partijen genoodzaakt om coalities te vormen.
Het verkiezingsproces wordt in Peru georganiseerd en gecontroleerd door de Jurado Nacional de Elecciones (Nationale Verkiezingenjury) en de Oficina Nacional de Procesos Electorales (Nationaal Bureau van Verkiezingen).